# Whyanbeelia
Whyanbeelia es un género monotípico de plantas perteneciente a la familia Picrodendraceae. Su única especie, Whyanbeelia terrae-reginae Airy Shaw & B.Hyland, Kew Bull. 31: 376 (1976), es originaria de Queensland en Australia.